# Freya (Walross)

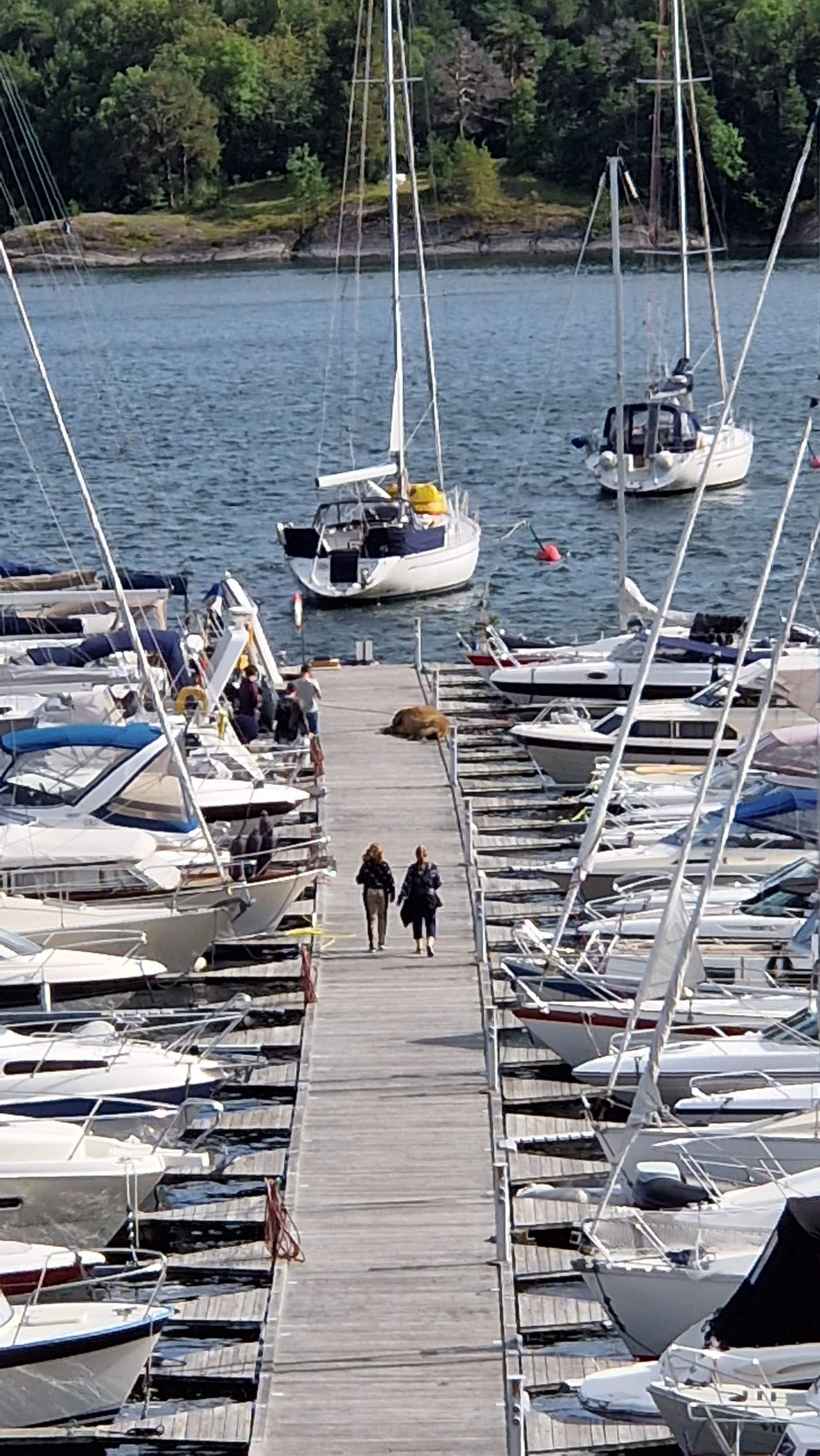
Freya in Sandvika, Norwegen, Anfang August 2022

Freya war ein 600 bis 700 Kilogramm schweres Walross-Weibchen, das im Juli 2022 internationales Aufsehen erregte, weil es – offenbar zum Sonnen – auf kleinere Boote kletterte und sie häufig zum Sinken brachte. Die norwegische Fischereibehörde Fiskeridirektoratet ließ das Tier am 14. August 2022 einschläfern.

## Hintergrund
Freya wurde ab 2019 in verschiedenen Ländern an der Nordsee gesichtet, darunter Deutschland, Dänemark, die Niederlande und Schottland, zuletzt im Oslofjord (Norwegen). Der norwegische Rundfunk Norsk rikskringkasting (NRK) zeichnete Freyas Weg durch die Nordsee auf.
Normalerweise leben Walrosse am Eisrand oder im Treibeis der Arktis. In den Niederlanden wurde das Walross erstmals am 20. September 2021 auf der Insel Schiermonnikoog beobachtet. Es war das erste Mal seit 23 Jahren, dass in den Niederlanden ein freilebendes Walross gesehen wurde. Der friesische Sender Omrop Fryslân veranstaltete daraufhin einen Namenswettbewerb, wonach das Walross den Namen Freya erhielt.

## Umgang mit Freya
Obwohl Bootsbesitzer verärgert waren, erfreute sich Freya vor allem bei Touristen großer Beliebtheit. Sie wurde in den sozialen Medien ein Star; zahlreiche Videos zeigten sie beim – oftmals erfolglosen – Erklettern der Boote. Anfang August 2022 wurde berichtet, dass Freya in der Nähe von Oslo Badegäste bedrohte, woraufhin vereinzelt ihr Abschuss gefordert wurde.
Behörden und Forscher warnten davor, sich dem Wildtier zu nähern; der Stress könne dem Tier schaden. Es wurde eine schwimmende Plattform für das Walross gebaut, die Freya jedoch nicht von den Booten fernhalten konnte.
Freya bevorzugte Boote mit niedrigem Heck ohne großen Außenbordmotor. Besitzern solcher Boote wurde geraten, sie rückwärts anzulegen; damit wäre es für das Walross schwieriger gewesen, in das Boot zu steigen.
Am 14. August 2022 gab die Fischereibehörde Fiskeridirektoratet bekannt, dass das Tier am Morgen desselben Tages getötet worden sei. Frank Bakke-Jensen, der Direktor der Behörde, begründete die Tötung in einer Pressemitteilung damit, dass das Leben und die Gesundheit von Menschen bedroht gewesen seien. Die Möglichkeit zur Umsiedlung sei überprüft worden, aber laut Bakke-Jensen aufgrund zu hoher Komplexität und wegen eines „zu hohen Risikos“ verworfen worden.